# Le Pianiste (autobiographie)
Pour les articles homonymes, voir Pianiste (homonymie).
 (janvier 2015).
Si vous disposez d'ouvrages ou d'articles de référence ou si vous connaissez des sites web de qualité traitant du thème abordé ici, merci de compléter l'article en donnant les références utiles à sa vérifiabilité et en les liant à la section « Notes et références ».
Le Pianiste est un récit autobiographique de Władysław Szpilman publié en 1946, adapté en film sous le même titre par Roman Polanski en 2002 avec Adrien Brody dans le rôle principal.

## Résumé

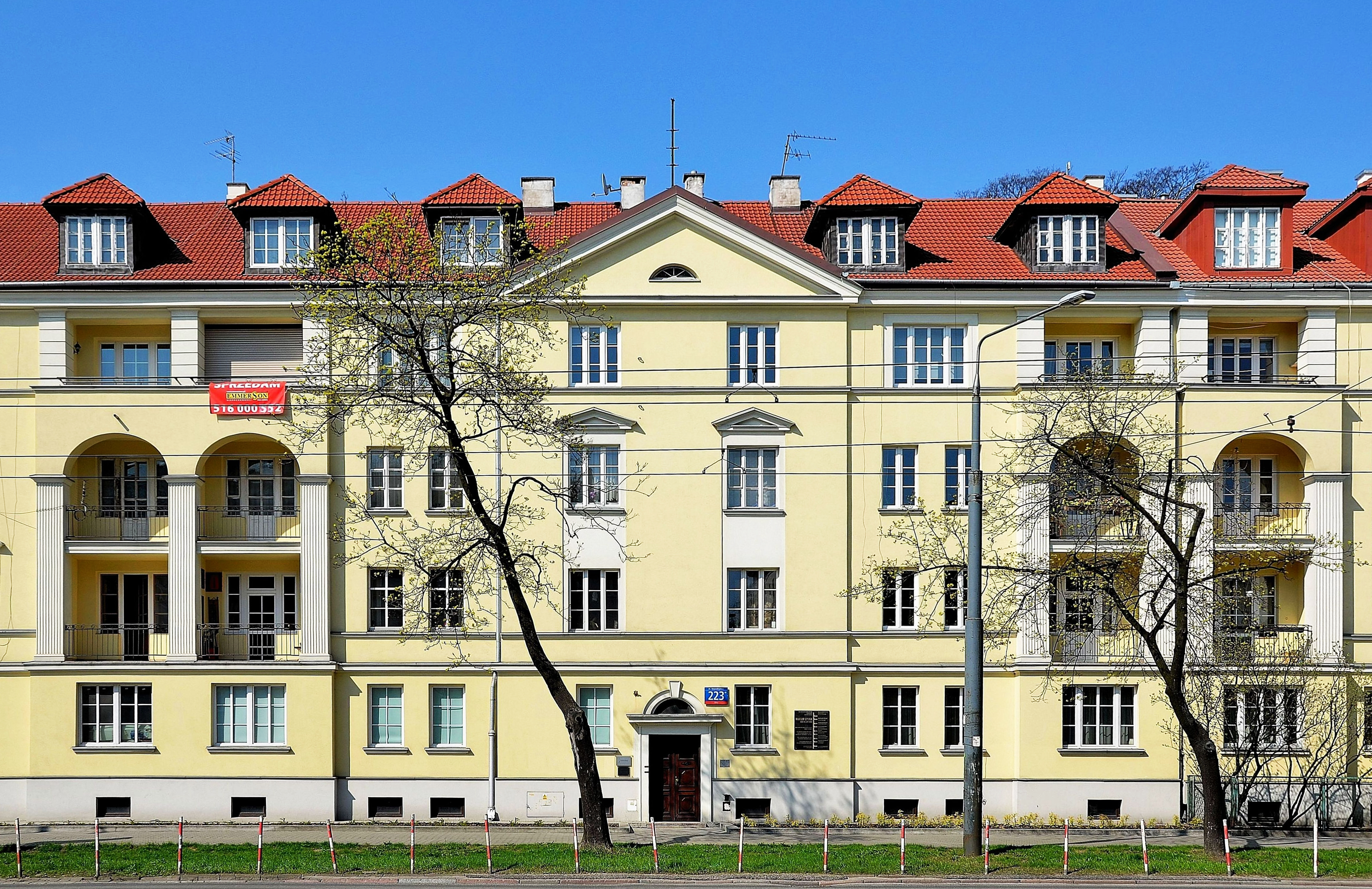
Maison située au 223, avenue Niepodległości à Varsovie, où Władysław Szpilman a vécu caché et où il a rencontré Wilm Hosenfeld en 1944.

Septembre 1939. Varsovie est écrasée sous les bombes allemandes. La radio nationale polonaise réalise sa dernière émission où Władysław Szpilman interprète le Nocturne en ut dièse mineur de Chopin. Szpilman est un juif qui vit avec sa famille à Varsovie. Pendant trois ans ils survivent dans le ghetto de Varsovie où les conditions de vie sont effroyables et insalubres, la nourriture est rare et chère et les morts en putréfaction gisent à même le sol, dans la rue. Puis, il va être déporté mais au moment fatidique de monter dans le train un policier le fait sortir du convoi, lui permettant ainsi de s'échapper. Gelé, mourant et affamé, errant de cachette en cachette, il finit par être découvert par Wilm Hosenfeld, un officier allemand qui lui sauvera la vie.

## Prix
- 2001 : Meilleur livre de l'année (no 1), rédaction du magazine Lire
- 2002 : Grand Prix littéraire des lectrices de Elle
- 2002 : Palme d'or au Festival de Cannes